# روان‌شناسی ترافیک
روان‌شناسی ترافیک، روان‌شناسی رفت و آمد یا روان‌شناسی شدآمد رشته‌ای در روان‌شناسی است که به بررسی رابطه بین فرآیندهای روانی و رفتار کاربران جاده می‌پردازد. به‌طور کلی، روان‌شناسی ترافیک با هدف به‌کارگیری جنبه‌های نظری روان‌شناسی به منظور بهبود تحرک ترافیک از طریق کمک به توسعه و به‌کارگیری اقدامات متقابل تصادف، و همچنین با هدایت رفتارهای مورد نظر از طریق آموزش و ایجاد انگیزه در کاربران جاده، انجام می‌شود.
رفتار اغلب در ارتباط با تحقیقات تصادف به منظور ارزیابی علل و تفاوت‌ها در درگیری تصادف مورد مطالعه قرار می‌گیرد. روانشناسان ترافیک سه انگیزه رفتار راننده را متمایز می‌کنند: رفتار منطقی یا برنامه‌ریزی شده، رفتار تکانشی یا احساسی و رفتار عادتی. علاوه بر این، از کاربردهای اجتماعی و شناختی روان‌شناسی، مانند اجرای برنامه‌های آموزشی، ایمنی جاده‌ها، و همچنین برنامه‌های درمانی و توانبخشی استفاده می‌شود.
تئوری‌های گسترده شناخت، روان‌شناسی جنبه‌های حسی- حرکتی و عصب شناختی نیز در زمینه روان‌شناسی ترافیک اعمال می‌شود. مطالعه عواملی مانند توجه، حافظه، شناخت فضایی، بی‌تجرگی، استرس، بی‌اشتهایی، محرک‌های حواس‌پرتی/ مبهم، خستگی و کارهای ثانویه مانند مکالمات تلفنی برای درک و بررسی تجربه و اعمال کاربران جاده‌ها مورد استفاده قرار می‌گیرد.

## برای مطالعهٔ بیشتر
- Traffic and transportation psychology
- PASS - Psychological and medical assistance for safe mobility. An interdisciplinary model to promote and secure mobility competence in Europe.
- Barjonet, P. E. (Hrsg). (2001). Traffic psychology today. Boston, London: Kluwer Academic Publishers.
- Groeger, J. A.; Rothengatter, J. A. (1998). "Traffic psychology and behavior". Transportation Research Part F. 1 (1): 1–9. doi:10.1016/s1369-8478(98)00007-2.
- James, Leon and Nahl, Diane. Road Rage and Aggressive Driving (Amherst, N.Y. : Prometheus Books, 2000.)
- Novaco, R. W. (2001). Psychology of Transportation. International Encyclopedia of the Social & Behavioral Sciences, 15878-15882.
- Rothengatter, T. & Huguenin, D. (eds.) (2004). Traffic and Transport Psychology. Theory and Application. Proceedings of the ICTTP 2000. Oxford: Elsevier.
- Underwood, G. (ed.) (2005). Traffic and Transport Psychology. Theory and Application. Proceedings of the ICTTP 2004. Oxford: Elsevier.
- Wilde G. J. S. (1994). Target risk: dealing with the danger of death, disease and damage in everyday decisions. Toronto: PDE Publ.